# Fresnosaurus
Fresnosaurus is een geslacht van uitgestorven plesiosauriërs uit het Laat-Krijt (Maastrichtien) van wat nu Californië is. 

## Vondst en naamgeving
Eind jaren dertig van de twintigste eeuw groef Berkeley University in de Panoche Hills drie skeletten van jonge plesiosauriërs op.
De typesoort Fresnosaurus drescheri werd in 1943 benoemd en beschreven door Samuel Paul Welles. De geslachtsnaam Fresnosaurus verwijst naar Fresno County, terwijl de soortaanduiding Arthur Drescher eert.
Het holotype CIT 2758 (later LACM 2758) is gevonden in de Morenoformatie. Het bestaat uit een juveniel postcraniaal skelet zonder schedel, slechts bestaande uit vinnen, de ravenbeksbeenderen en het bekken. Wervels gecatalogiseerd onder hetzelfde inventarisnummer werden door Welles niet toegewezen. In 2016 beschreef José Patricio O'Gorman de resten opnieuw en meende dat de wervels inderdaad van een ander individu waren, wellicht een lid van de Aristonectinae. De beschrijving bewees dat Fresnosaurus niet simpelweg het jong van een andere soort was, zoals wel werd gedacht.

## Beschrijving
Fresnosaurus was volwassen wellicht een negen meter lang. Het holotype vertegenwoordigt een jong dier van zo'n drie meter lengte.
De diagnose door Welles is verouderd en bestaat voornamelijk uit juveniele eigenschappen. O'Gorman stelde drie in combinatie onderscheidende kenmerken vast, alle van het darmbeen. Het darmbeen heeft een rechthoekig facet voor het contact met de sacrale wervels. Op de onderzijde van het facet bevindt zich een voorste knop. Een achterste knop bevindt zich op de achterzijde van de middelste schacht.
Andere opvallende kenmerken zijn het ontbreken van een distale verbreding van het darmbeen, horizontaal korte schaambeenderen, een lichtgebouwd zitbeen, vooral bij het heupgewricht en een dijbeen dat langer is dan het opperarmbeen.

## Fylogenie
Fresnosaurus is in de Elasmosauridae geplaatst.

## Levenswijze
Fresnosaurus leefde in kustwateren.
Zoals alle elasmosauride plesiosauriërs voedde hij zich waarschijnlijk met kleine beenvissen, belemnieten en ammonieten.